# Sedlo (Słowenia)
Sedlo – wieś w Słowenii, w gminie Kobarid. W 2018 roku liczyła 72 mieszkańców.